# Peugeot 206
Peugeot 206 — це компактні автомобілі В-класу, що виробляються компанією Peugeot з 1998 року і прийшли на заміну  моделі Peugeot 205.
Всього виготовили близько 12 000 000 авто.

## Опис моделі

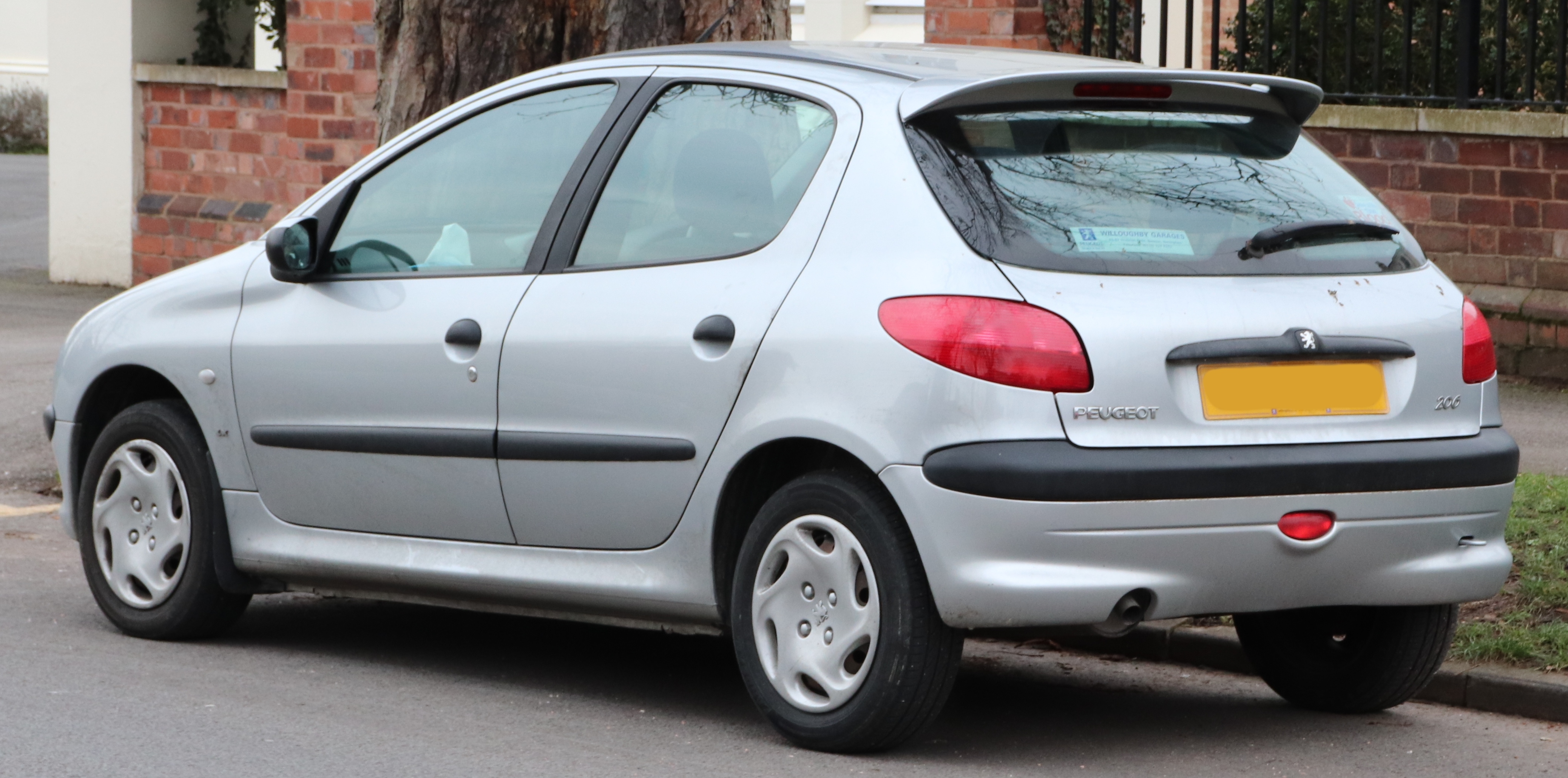
Peugeot 206 5дв. (1998–2003)

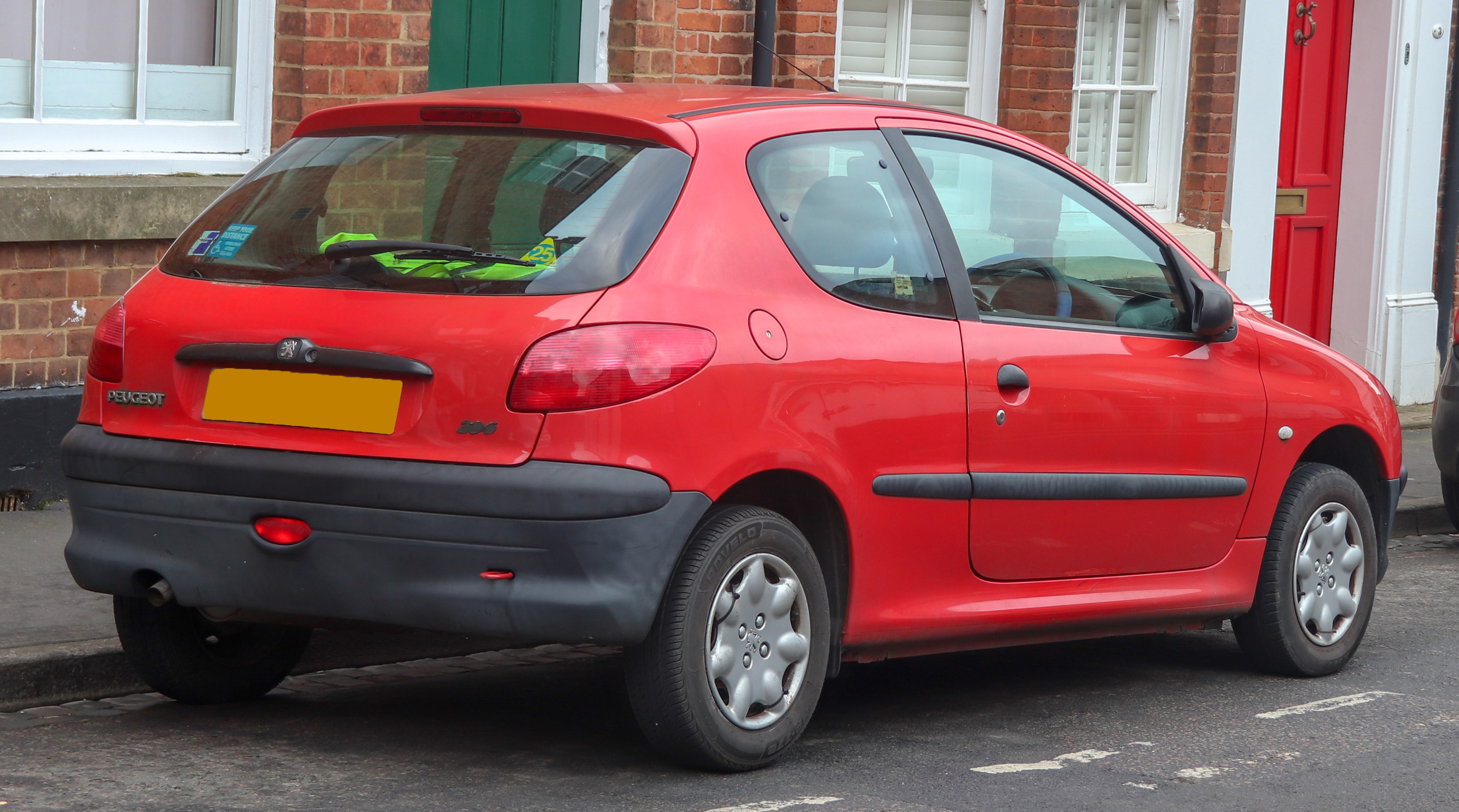
Peugeot 206 3дв. (1998–2003)

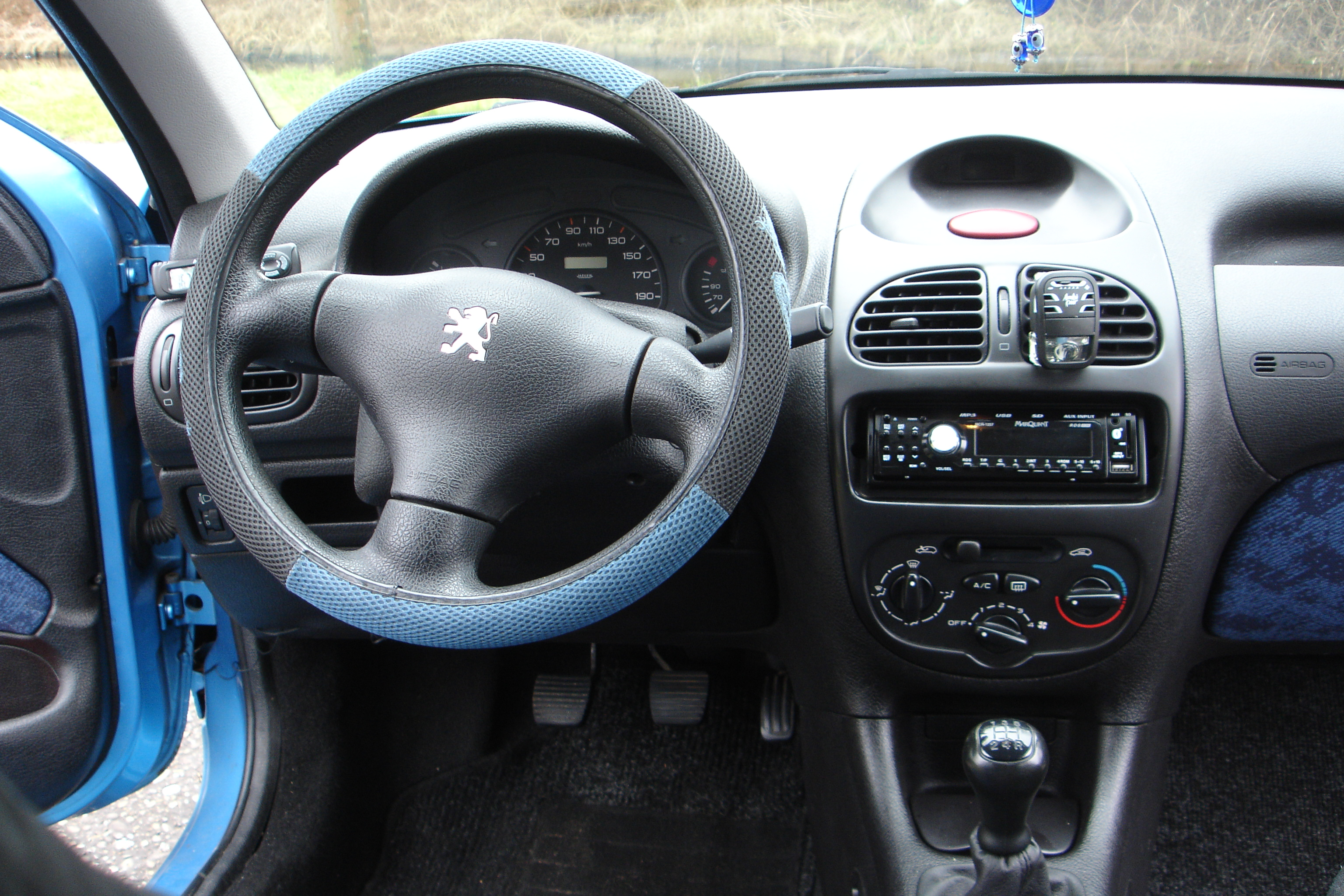

Peugeot 206 дебютував в 1998 році. Оригінальний дизайн і хороші технічні показники дозволили цьому автомобілю стати бестселером на європейському ринку. 
Автомобіль відноситься до класу В, випускається з кузовами 3-х і 5-дверний хетчбеки, седан, кабріолет і універсал. 
Зовнішність автомобіля вийшла самобутньою, такою, що запам'ятовується: розкосі фари, динамічний і стрімкий силует, велика колія, рельєфні, пофарбовані в колір кузова, бампери з чорними матовими накладками. Все це виглядає динамічно і з відтінком авангардизму. Дизайнерам вдалося знайти компроміс між сміливими сучасними ідеями і класичним французьким стилем. 
Фахівці Peugeot створили абсолютно новий кузов. Сучасні технології та матеріали дозволили істотно знизити вагу кузова, забезпечивши при цьому більш високу його безпеку. 
Інтер'єр відповідає екстер'єру. Все дуже гармонійно, практично і стильно. Салон вийшов досить просторим і світлим. Загальна площа скління 2,96 м² Ергономіка водійського місця на висоті. Зручність і комфорт за кермом Peugeot 206 забезпечують: відмінні сидіння, хороша оглядовість, приємний кермо і чітка робота коробки передач. 
Об'єм багажного відділення цілком гідний, до того ж, при бажанні, переднє сидіння можна скласти вперед і тоді з'являється можливість перевезти в салоні вантаж довжиною до 2,2 метра. А під відкидною подушкою переднього пасажирського сидіння знаходиться своєрідний місткий ящик. 
Дизайнери інтер'єру особливо старалися створити якомога більше різних ємностей для зберігання дрібних речей. Результатом їхніх зусиль стали: кишені в передніх дверях і спинках передніх сидінь, поглиблення для дрібних речей в передній панелі і в центральній консолі, а також місткий ящик рукавички. 
Лінійка силових агрегатів представлена непогано себе зарекомендували бензиновими двигунами серії TU, які можна зустріти і на інших моделях фірми. Але для Peugeot 206 пропонуються їх модернізовані версії. На вибір представлені три бензинові агрегати робочим об'ємом 1,1, 1,4 і 1,6 літра і потужністю 60, 75 і 90 к.с. відповідно. Доповнює картину дизельний двигун DW8 об'ємом 1,9 л потужністю 70 к.с. 
Заряджена версія S16 комплектується 2-літровим бензиновим двигуном потужністю 135 к.с. 
На момент початку випуску пропонувалася тільки 5-ступінчаста механічна коробка передач, пізніше з'явилася 4-ступінчаста автоматична КПП з адаптивним алгоритмом перемикань. 
Передня підвіска - McPherson, задня - незалежна торсіонна. 
Задні гальма - барабанні, передні - дискові, на потужних версіях вентильовані. 
Система компенсації навантаження LCS забезпечує PEUGEOT 206 один з найкоротших гальмівних шляхів серед автомобілів цього класу, включаючи автомобілі, обладнані системами ABS. LCS регулює тиск у задніх гальмах так, щоб вони не блокувалися раніше передніх. Якщо обладнати автомобіль ABS, PEUGEOT 206 опиниться на першому місці за ефективністю гальмування. 
Пасивна безпека пасажирів Peugeot 206 в стандартній комплектації забезпечується подушками безпеки для водія і переднього пасажира (відключається) і регульовані по висоті ременями з безпеки з піротехнічними преднатяжителями. За додаткову плату можна встановити ще і бічні подушки. Скрупульозно прорахований і випробуваний різними системами тестування кузов містить у собі безліч зон запрограмованої деформації, підсилювачів і ребер жорсткості. 
До засобів активної безпеки, стандартним на всіх модифікаціях Peugeot 206, розробники відносять рульове управління з гідропідсилювачем та регульованою по висоті рульовою колонкою. Гідропідсилювач керма і коробка передач PEUGEOT 206 спроектовані таким чином, щоб забезпечити управління, що вимагає мінімальних зусиль. За допомогою спеціального механізму зусилля, потрібне для роботи зчеплення, стає практично незначним. Педаль зчеплення сконструйована з урахуванням анатомічних особливостей ноги і забезпечує додатковий комфорт. 
Діаметр розвороту всього 9,8 метра - найменший у класі. Цей автомобіль ідеально пристосований до міського руху. 
У 2003 році компанія Peugeot запропонувала для 206 новий двигун і коробку передач. Крім того, автомобіль одержав у базовому виконанні бічні надувні шторки безпеки. Новий силовий агрегат відповідає нормам Євро 4, має об'єм 1,4 л потужність 88 к.с. і розганяє автомобіль до 178 км / год. 
А також Peugeot 206 отримав нову 4-ступінчасту автоматичну коробку передач з системою Tiptronic. Коробка розроблялася спільно з фахівцями Porsche. Нова коробка буде доступна з двигунами 1,4 і 1,6 літра. Крім звичних спортивного та зимового режимів, ця новітня АКПП надає «інтелектуальний» режим «D». При спокійній їзді цей режим забезпечує максимальну економію палива. При «спортивному» стилі їзди головним завданням керуючого комп'ютера стають найефективніші розгони і гальмування. 
У 2003 році побачила світ нова заряджена версія трьохдверного хетчбека Peugeot 206. Ця новинка, що отримала ім'я Peugeot 206 RC, оснащується дволітровим 16-клапанним атмосферним двигуном, потужність якого становить 177 кінських сил, що на 39 сил більше, ніж у "зарядженої" версії Peugeot 206 GTI. 
Розгін до «сотні» займає 7,4 секунди. Максимальна швидкість 220 км / год.

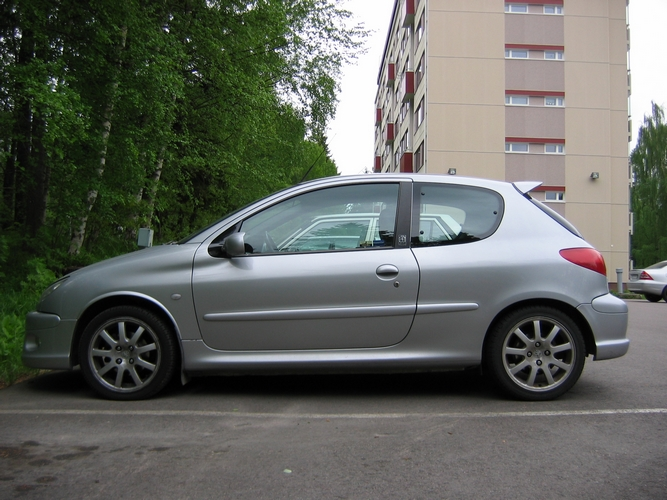
Peugeot 206 GT (1999)
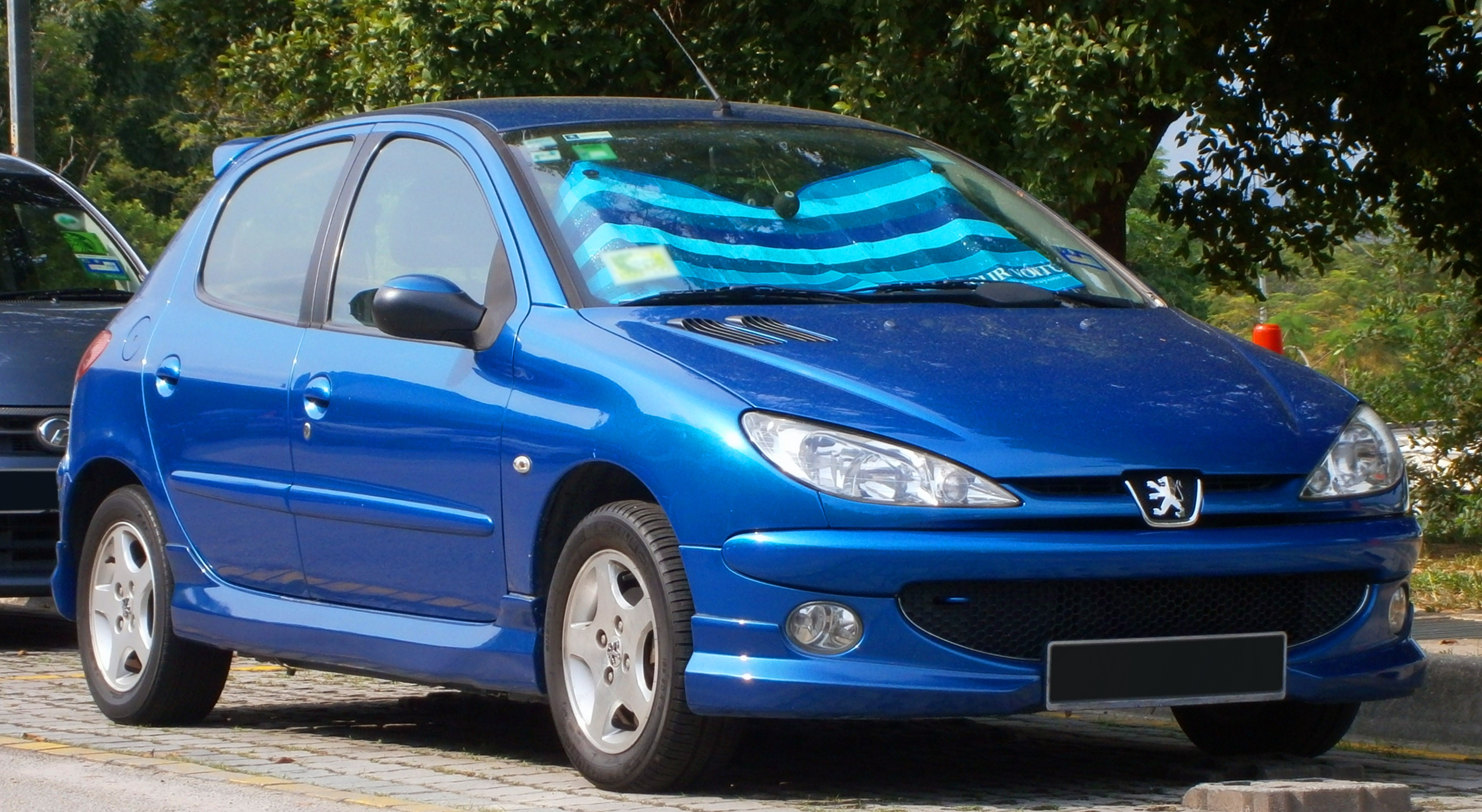
Peugeot 206 5дв. (2003–2009)
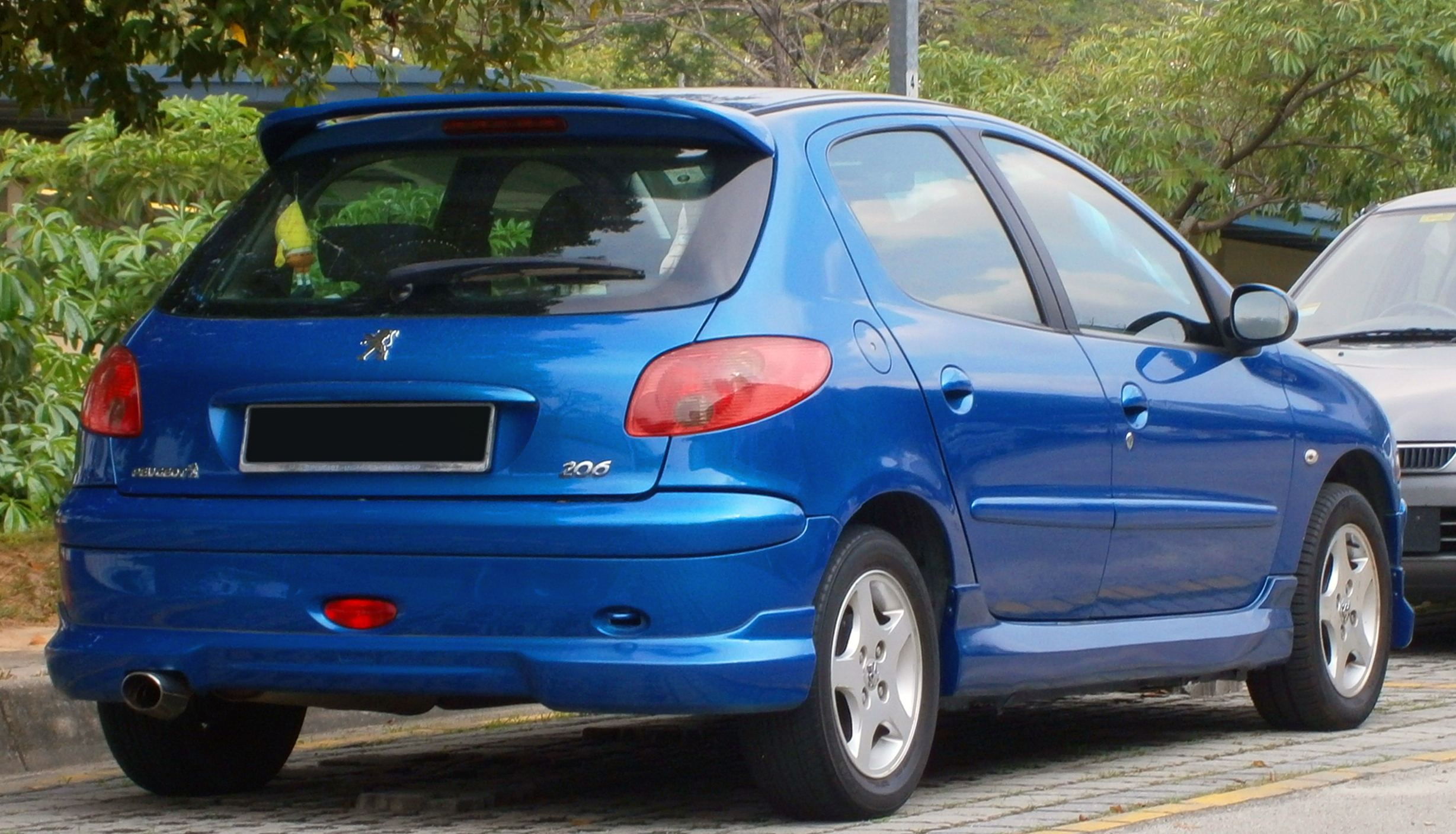
Peugeot 206 5дв. (2003–2009)
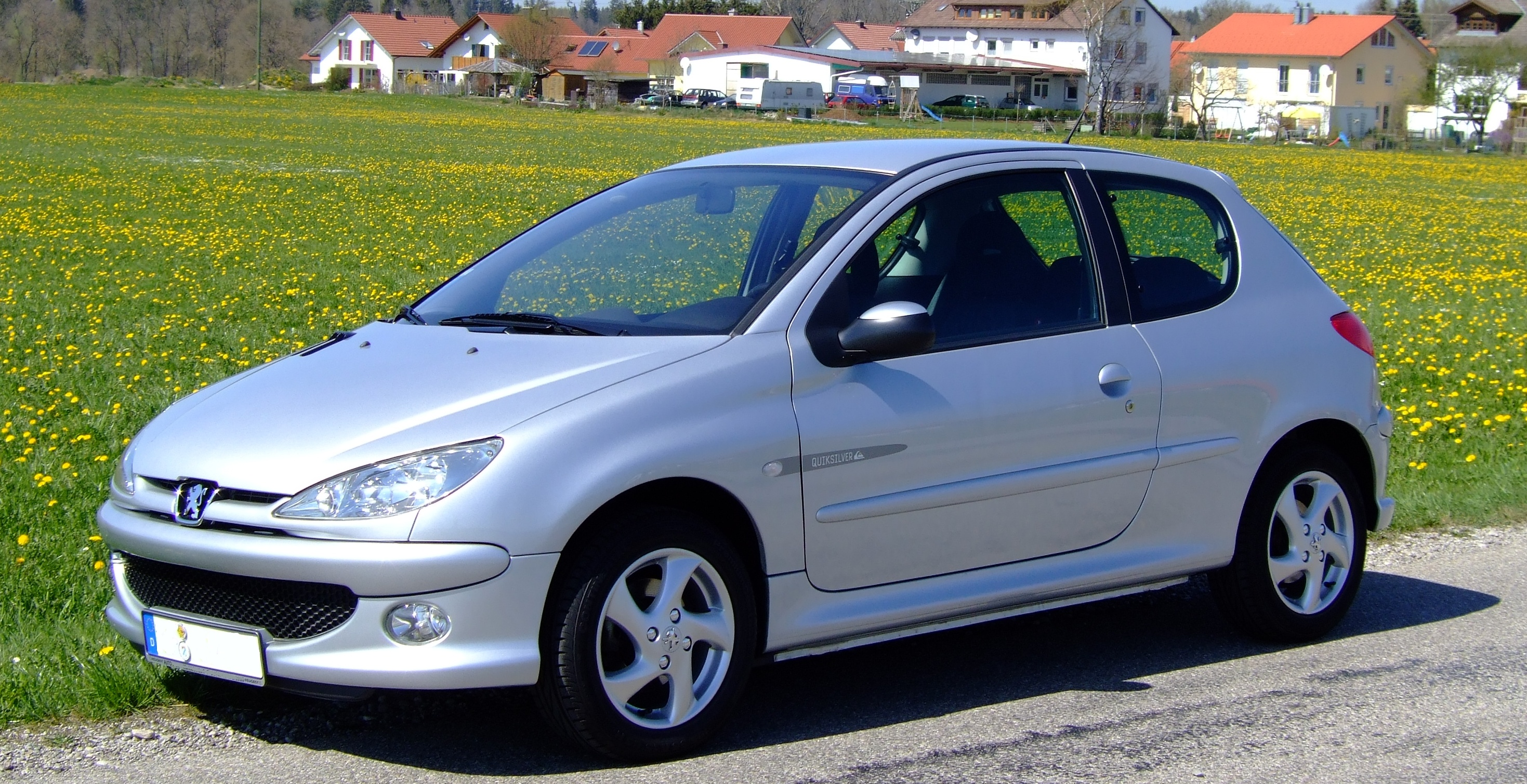
Peugeot 206 „Quiksilver“-Edition
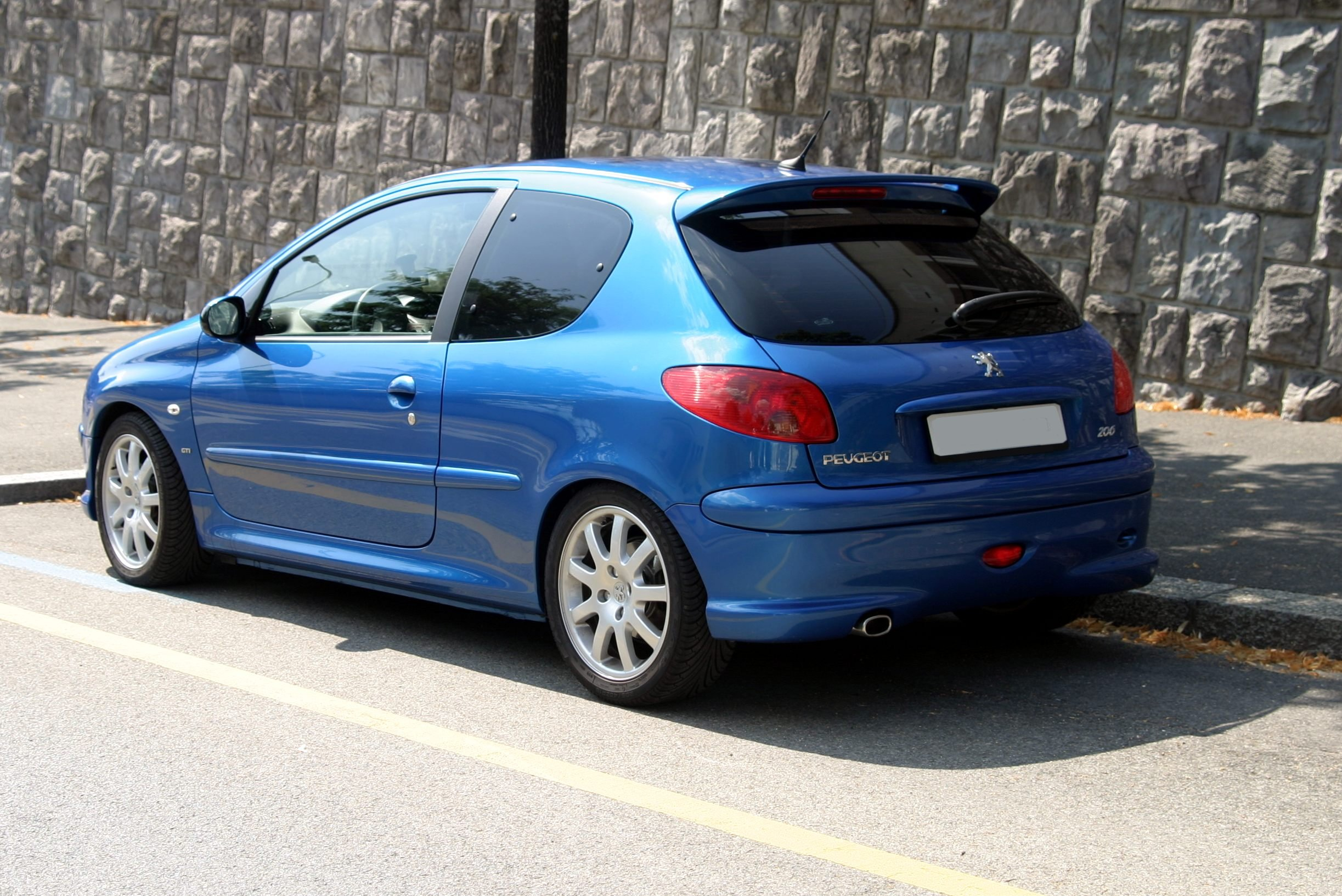
Peugeot 206 S16 (1999–2004)

### 206 SW

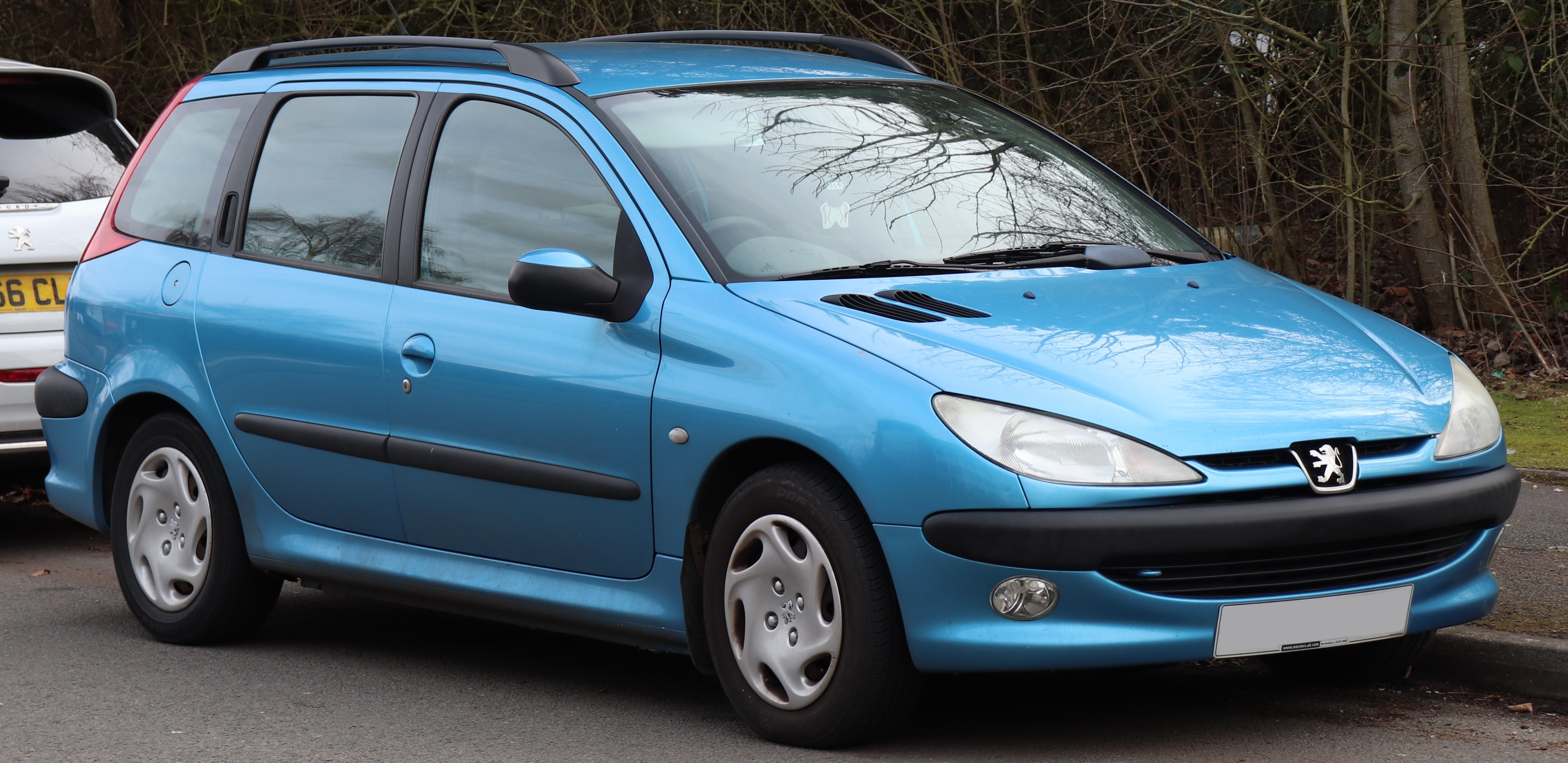
Peugeot 206 SW

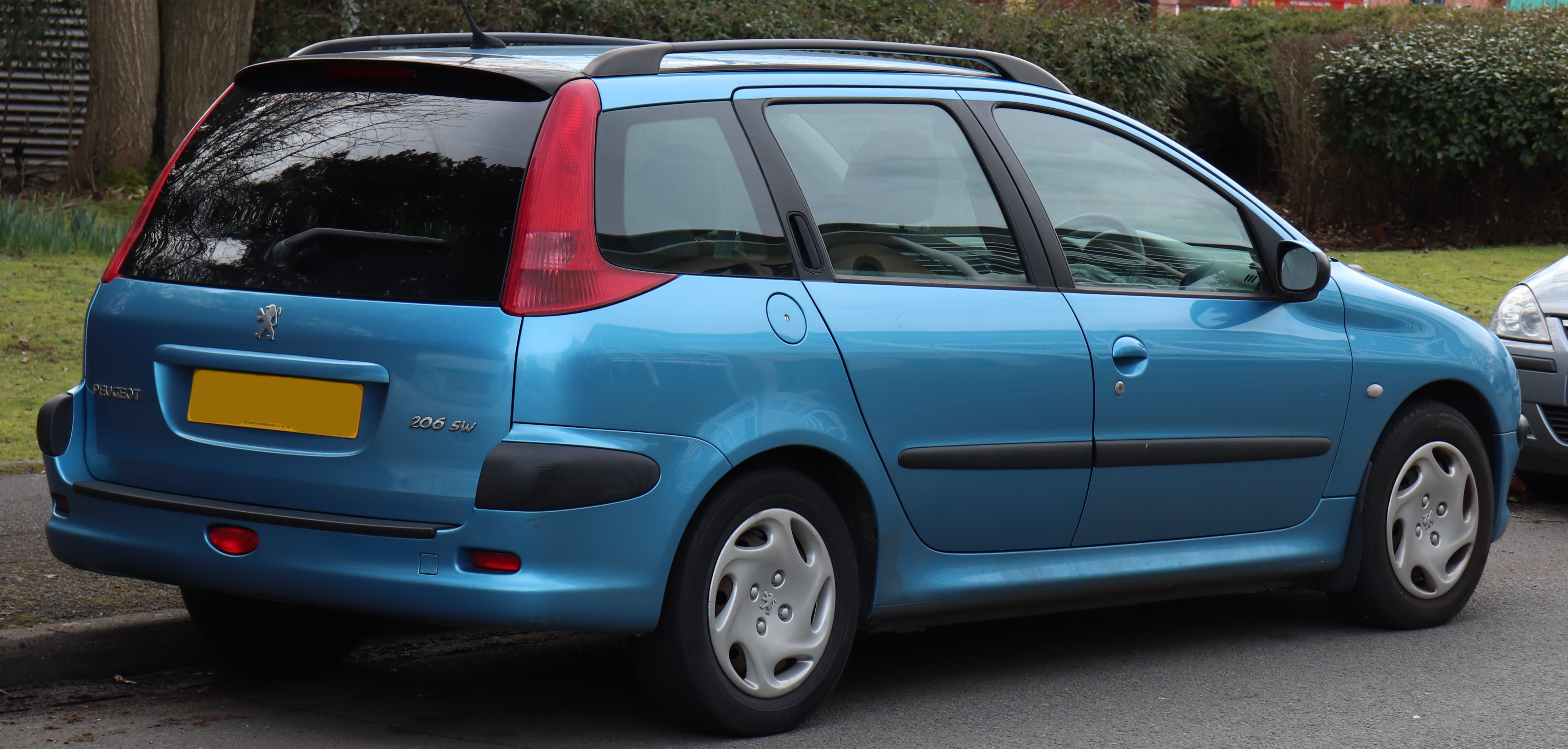
Peugeot 206 SW

У 2001 році відбувся дебют універсала Peugeot 206 SW. Індекс даної моделі розшифровується як Station Wagon. 
Дизайн вийшов яскравим і виразним. М'які поясна лінія, злегка пологі контури даху, великий спойлер ззаду і ручки задніх дверей, розташовані в стійці виглядають дуже динамічно. А ось вертикальні задні фари з різко вигнутими кутами, які навіть трохи заходять на заднє крило, додають зовнішності машини характер спортивного автомобіля. Завдяки збільшеної на 19 см довжиною, обсяг багажника Peugeot 206 SW зріс у порівнянні з хетчбеком на 28% і досяг 480 літрів. 
У багажнику можна знайти різноманітні гачки і петлі для кріплення багажу. При покупці автомобіля додаються спеціальні сітки для дрібниць, які кріпляться до стінок багажного відділення або на підлокітники сидінь. Заднє сидіння складається з двох частин, кожну з яких можна складати окремо. Якщо потрібно перевезти якісь дуже довгі предмети, можна відкинути вперед спинку сидіння переднього пасажира. 
Універсальну сутність Peugeot 206 SW підкреслюють релінги на даху. 
З точки зору техніки Peugeot 206 SW повністю повторює хетчбек.
Випускається в трьох комплектаціях: базова комплектація "Filou" і додаткові "Tendance" і "Sport". Базова: система ABS, дві подушки безпеки для водія і пасажира праворуч, бічні подушки безпеки, ремінь безпеки з регулятором натягу, підголовники заднього сидіння, кріплення для дитячого крісла на задньому та правому передньому сидінні, тахометр, регулятор висоти керма, різні кріплення в багажному відділенні , датчик масла, теплоізоляція стекол, 12-вольтна розетка в багажнику. 
"Tendance" (на додаток до базової комплектації): протитуманні фари, зовнішні дзеркала на електроприводі, бортовий комп'ютер (тільки для варіанту з двигуном Hdi), склопідйомники попереду, центральний замок на дистанційному управлінні, шкіряне оздоблення керма, важеля перемикання швидкостей, алюмінієві колісні диски , фари з безбарвного скла, сидіння спортивного типу, електропривод для заднього скла. 
"Sport" (на додаток до варіанту "Tendance"): система клімат-контроль, аудіосистема з пультом управління на кермі, датчики дощу, бортовий комп'ютер, алюмінієва обробка кришки бензобака, педалей і важеля коробки передач, шкіряна обробка керма, регулятор висоти водійського і пасажирського сидінь, задні склопідйомники, алюмінієві диски "Ouragan", спортивні сидіння з оббивкою зі шкіри. 
Автомобіль пропонується з одним з шести двигунів: це чотири бензинових агрегату об'ємом від 1.1 л (59 к.с.) до 2.0 л (134 к.с.) Та два дизеля HDi з безпосереднім уприскуванням об'ємом 1.4 л і 2 л і потужністю 67 і 89 к.с. відповідно.

### 206 Sedan

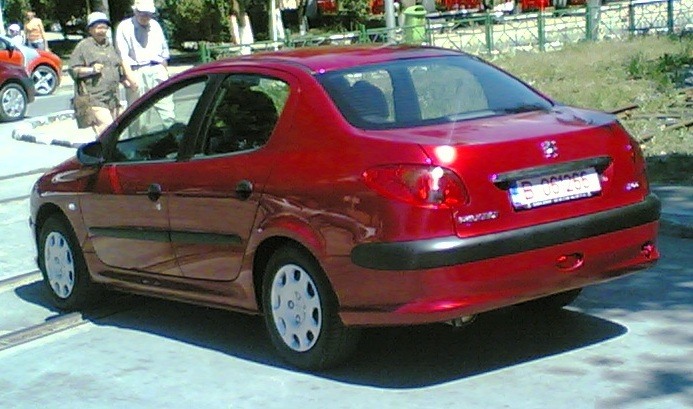
Peugeot 206 sedan

Світова прем'єра Peugeot 206 седан відбулася на Франкфуртському автосалоні 2005 року. Автомобіль виготовляється в Тегерані на заводі Іран Ходр, який є промисловим партнером Peugeot. 
Седан створений на базі рестайлінгового хетчбека 206, який дебютував у 2004 році. Автомобіль зберіг характерний стиль представників всього модельного ряду Peugeot. Основна зовнішня відмінність полягає в розмірах. Багажник седана, завдяки своїм плавним лініям гармонійно збільшує розмір кузова. Виграшний розмір в поєднанні з гідною комплектацією в праві розраховувати на успіх у потенційних покупців. 
Конструкція кузова Peugeot 206 седан аналогічна кузовам всіх інших автомобілів сімейства Peugeot 206: привід передніх коліс від силового агрегату, розташованого поперечно в передньому блоці, і жорстка тримальна сталева моноблочна конструкція, отримана з використанням механізованого зварювання. Дана конструкція кузова забезпечує салону максимальний об'єм для п'яти пасажирів та їх ефективний захист при ударі. 
Довжина автомобіля становить 4188 мм, ширина 1655 мм, колісна база 2442 мм. У порівнянні з трьохдверним і п'ятидверними хетчбеками, збільшення габаритної довжини седана на 353 мм обумовлено тільки збільшенням заднього звису, який тепер становить 961 мм замість колишнього значення 608 мм. Це викликало збільшення об'єму багажника з 245 дм³ у хетчбека до 384 дм³ у седана. Внаслідок цих же причин довжина підлоги багажника збільшилася при не складених задніх сидіннях до 984 мм, а при складанні сидінь - до 1475 мм, тобто досягла майже 1,50 м. Об'єм багажника збільшився до 405 літрів. 
У салоні все підпорядковано ідеї створення для пасажирів затишку, комфорту і чудового огляду. Сидіння водія регулюється по висоті, так само, як і рульове колесо. Склопідйомники передніх дверей оснащені електроприводом. У базову комплектацію також входять гідропідсилювач керма, регульована рульова колонка, противотуманки, передні електросклопідйомники, CD-магнітола з пультом управління на кермі і центральний замок. 
Для забезпечення безпеки пасажирів і водія автомобіль обладнаний системою ABS і системою допомоги при екстреному гальмуванні, щоправда, ці корисні функції доступні тільки в багатшій комплектації, а от дві подушки безпеки - для водія і переднього пасажира - входять навіть в найпростіше оснащення. До речі, дорогу версію можна легко відрізнити від базової, так як у неї ручки дверей, корпуси дзеркал заднього виду і молдинги пофарбовані в колір кузова. 
Седан Peugeot 206 пропонується з бензиновими двигунами об'ємом 1,4 л і 1,6 л потужністю 75 і 110 к.с. відповідно. Мотор 1,4 л комплектується тільки механічною трансмісією, а могутніший агрегат можна замовити як з «механікою», так і з «автоматом», який має зимовий, спортивний і ручний режими. Показник економії палива загалом хороший і при зазначених двигунах він становить в середньому 5.88 л/100км. Двигуни на 1.1 та 1.4 літра є найбільш збалансованими в плані вартості та продуктивності. Що вони доводять як у місті, так і за його межами. Менший двигун є трохи популярнішим за рахунок його пристойної потужності та низького рівня експлуатаційних витрат. Більш сучасний 2.0-літровий двигун GTi на 180 кінських сил потужності здатний забезпечити показник у 7.84 л/100км. Зрозуміло, що компанія Peugeot подбала і про дизельні силові агрегати для своїх автомобілів. Для перших моделей автомобіля був запропонований 1.9-літровий дизельний двигун D. Більш сучасний дизельний двигун HDi на 2.0 літра може забезпечити показник у 4.7 л/100км. Поєднуються ці двигуни із п’ятиступінчастою механічною коробкою передач або, більш сучасною, чотириступінчастою автоматичною.  
Передня підвіска - незалежна модифікована підвіска типу «Мак-Ферсон» з трикутними нижніми важелями, пружинно-амортизаторними стійками і незалежним стабілізатором поперечної стійкості. Кожна стійка складається з гвинтової пружини і розташованого усередині неї амортизатора. Задня підвіска важеля має у своєму складі два торсіони, два похилі амортизатори і дві тяги, що забезпечують оптимальне положенні площин коліс.

### 206 CC

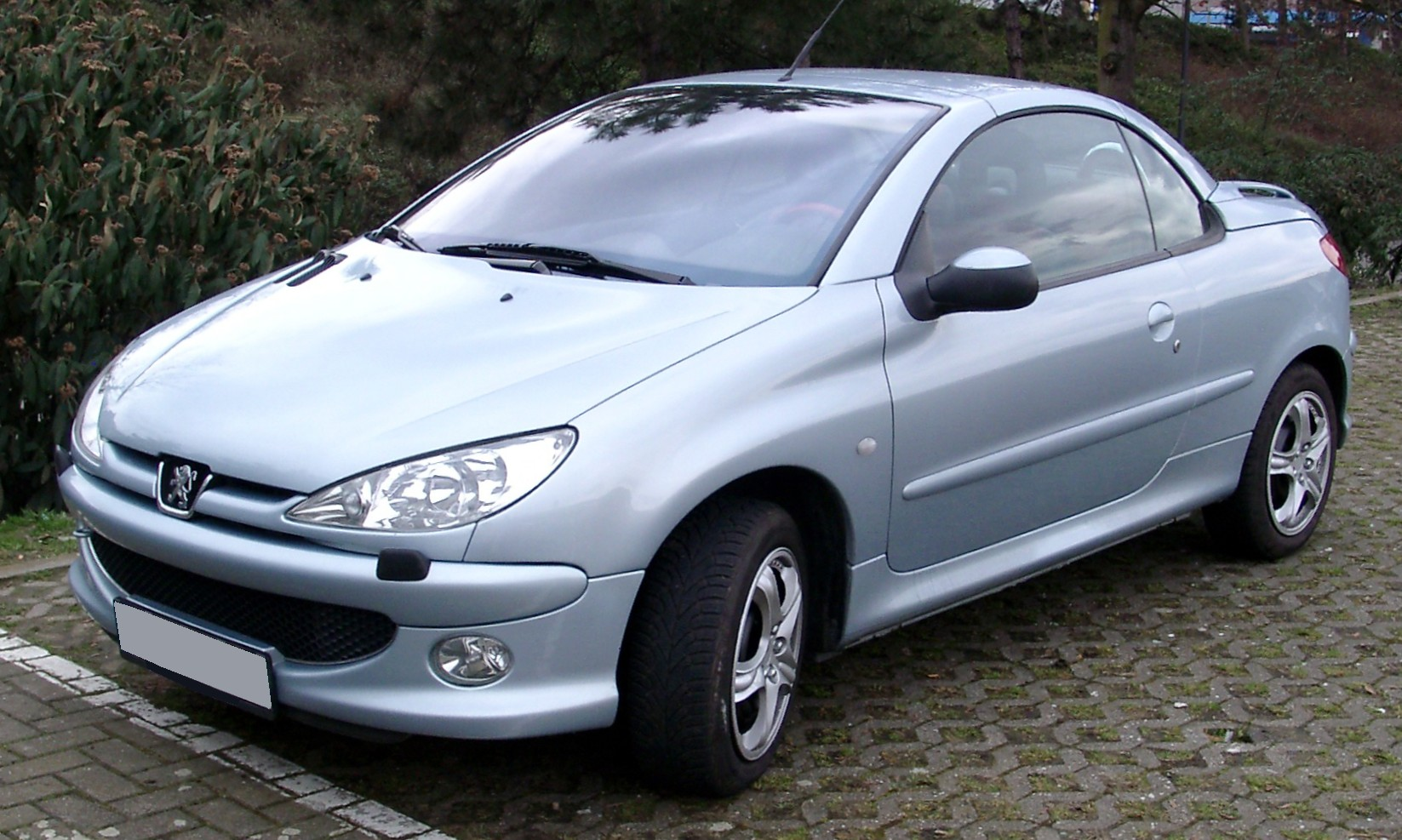
Peugeot 206 CC

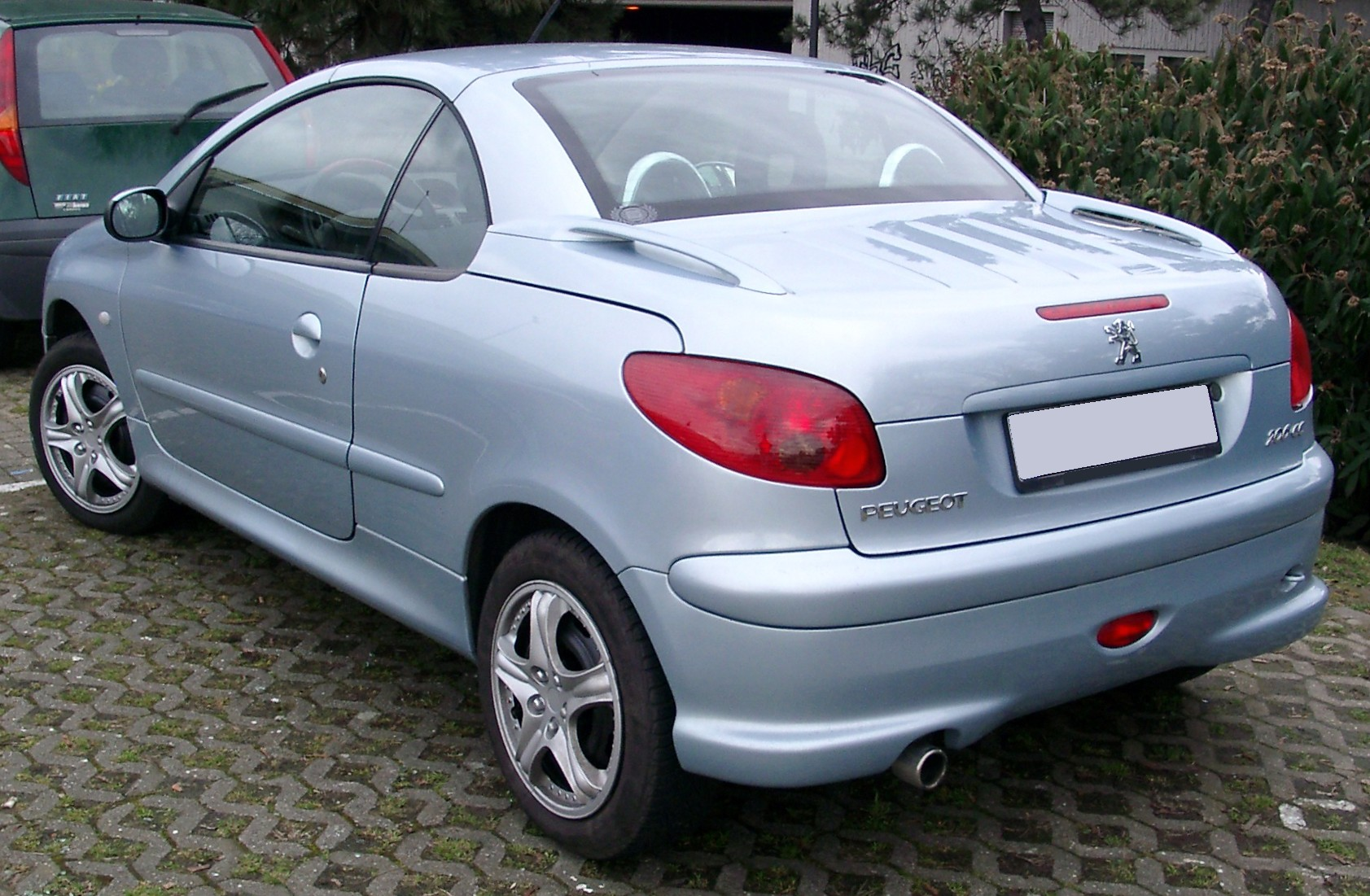
Peugeot 206 CC

206 CC - це оригінальна розробка фірми Peugeot. Являє собою компактний купе-кабріолет зі складним металевим дахом, побудований на платформі хетчбека Peugeot 206. Унікальність цього автомобіля в тому, що він перший з європейських представників класу B отримав жорсткий складний дах. У підсумку з моменту свого дебюту в 2000 році 206 СС залишається одним із найбільш продаваних кабріолетів в Європі. 
У багатьох країнах автомобілі 206 серії користуються стійким попитом, а з появою кабріолета, компанія Peugeot сподівається збільшити інтерес до даної моделі. 
Дизайн автомобіля розроблений ательє Pininfarina, яке славиться саме відкритими кузовами. 
Завдяки унікальному даху Peugeot 206 CC і отримав незвичайну назву Coupe Cabriolet. Коли його немає - це кабріолет. Коли є - це вже не кабріолет з піднятим верхом, де дах лише легкий тент, а майже повноцінне купе, у якого дах грає роль одного з силових елементів кузова. Дах 206 CC акуратно складається в багажник. Для того, щоб речі, які там лежать не забруднилися, в багажнику передбачена спеціальна горизонтальна шторка, поки вона не натягнута, дах не складеться. Трансформація даху вимагає мінімальних зусиль, досить відстебнути два фіксатори на рамі лобового скла і натиснути кнопку поряд з важелем КПП. Все інше за вас зробить електро-гідравлічний привід. 
Оздоблення салону може бути як шкіряним, так і тканинним. Епатажний варіант: помаранчевий металік зовні, чорно-помаранчева тканина всередині. Спортивний варіант: червоний або сріблястий металік зовні, чорно-червоний шкіряний салон всередині, хромована обробка важеля КПП, педалей і лючка бензобака. 
Лінійка силових агрегатів представлена чотирициліндровим 1,6-літровим бензиновим двигуном потужністю 109 к.с. З ним автомобіль розвиває швидкість 180 км / год і розганяється до 100 км / год за 10,5 с. 
Для любителів швидкої їзди пропонується 2-літровий агрегат потужністю 136 к.с. Коробки передач - п'ятиступінчаста механічна або 4-ступінчаста автоматична трансмісія Proactive.

### 206+ і 207 Compact

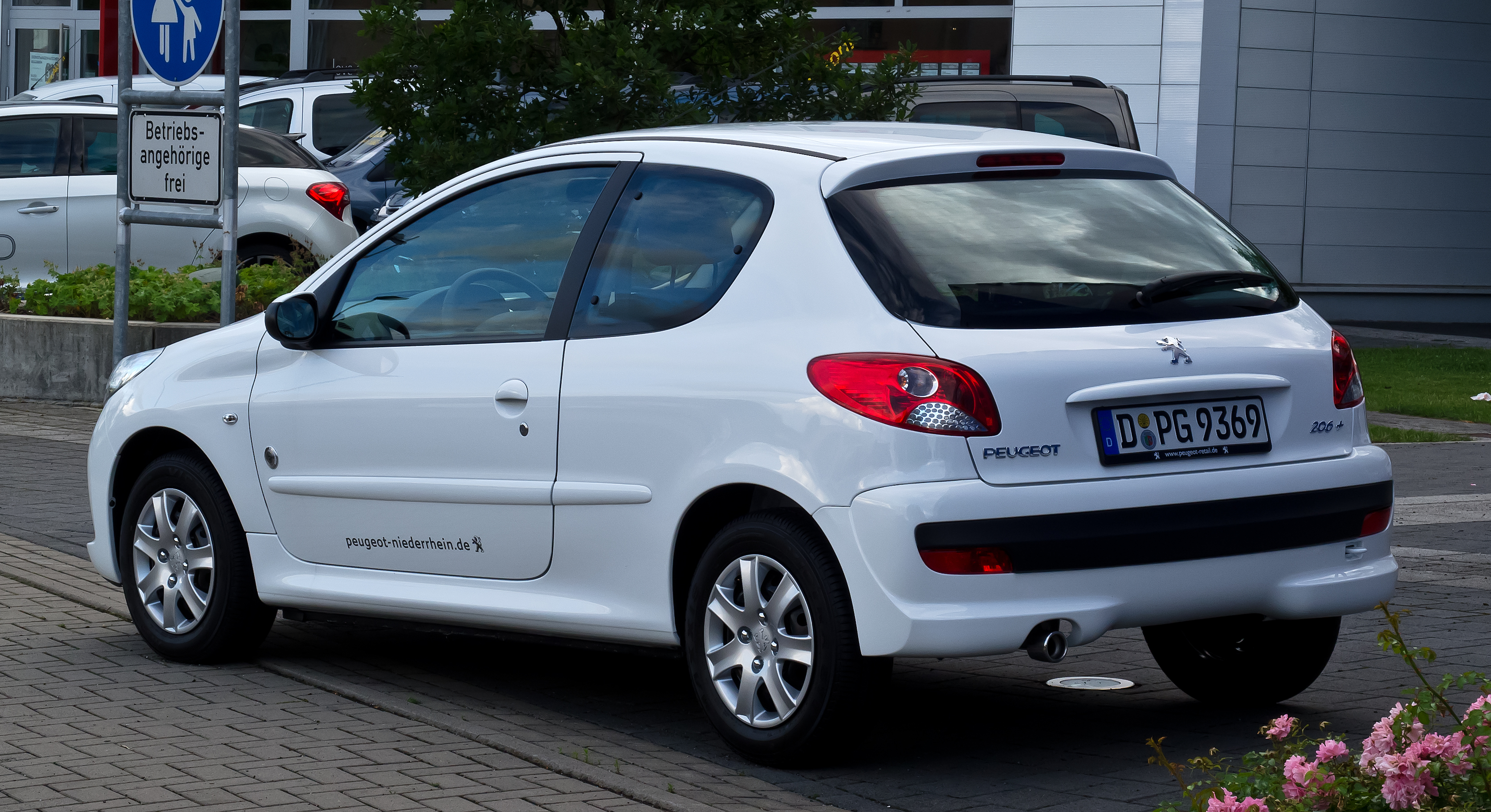
Peugeot 206+

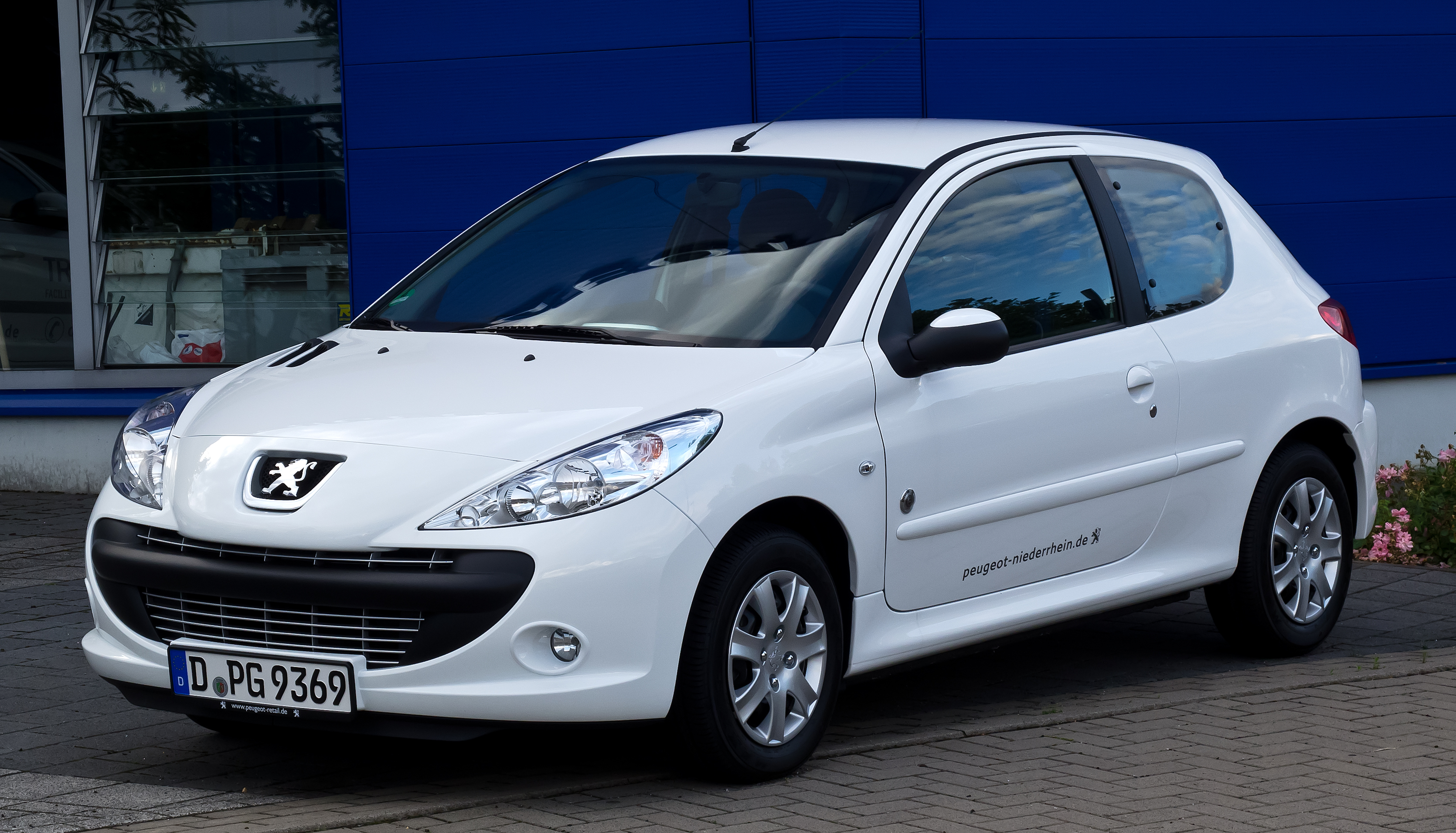
Peugeot 206+

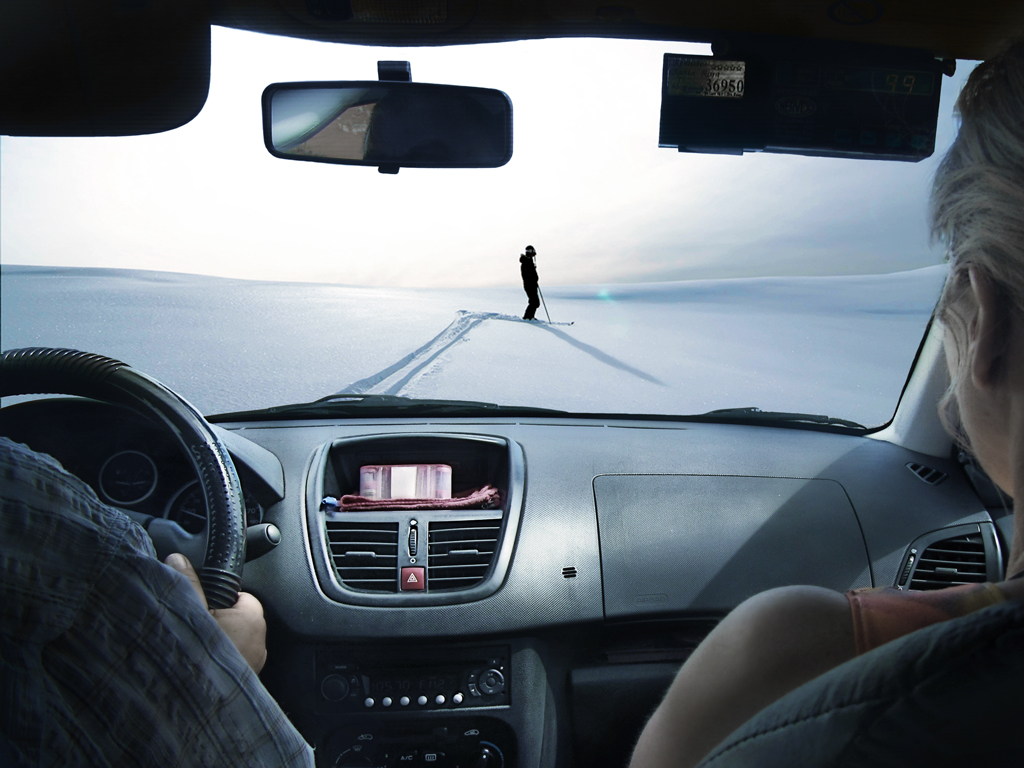

З серпня 2008 року, Peugeot продає в Бразилії і Аргентині модель Peugeot 207, яка насправді є рестайлінговою Peugeot 206. Ззовні і всередині автомобіль подібний на Peugeot 207 і продається у світі під назвою Peugeot 207 Compact. Ця машина також доступна у вигляді седана, який називається Peugeot 207 Compact Sedan і є модернізованою моделлю Peugeot 206 Sedan. Виробництво модернізованих 206 Sedan починається в 2010 році в Малайзії з виробником Naza, який вже складав модель 206.
На початку 2009 року Peugeot 206 продається в Європі під назвою Peugeot 206 +, що є аналогом Peugeot 207, який продається в Латинській Америці.

### Citroën C2

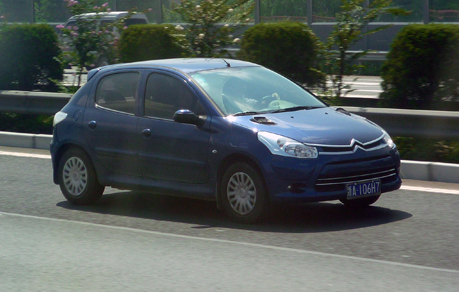
Citroën C2 для Китаю

Починаючи з жовтня 2006 року PSA продає на китайському ринку 206 тільки під брендом Citroën, зі зміненою передньою і задньою частинами, це подібно до того, як Citroën LN був отриманий з Peugeot 104. Автомобіль продається як Citroën C2, хоча вона не має нічого спільного з європейськими Citroën C2.  Пізніше в PSA вирішили продавати автомобіль і під назвою.
Автомобіль виробляється в Китаї в Ухані на заводі Dongfeng Peugeot-Citroën Automobile.

## Двигуни
Бензинові
| Модель                                                                | Двигун (Тип)  | Об'єм    | Потужність         | Роки випуску | Версії                 |
| --------------------------------------------------------------------- | ------------- | -------- | ------------------ | ------------ | ---------------------- |
| 1.1                                                                   | TU1JP (HFX)   | 1124 см³ | 44 кВт (60 к.с.)   | з 1998       | Хетчбек, SW            |
| 1.4                                                                   | TU3JP (KFX)   | 1360 см³ | 55 кВт (75 к.с.)   | 1998–2000    | Хетчбек, SW            |
| 1.4                                                                   | TU3JP (KFW)   | 1360 см³ | 55 кВт (75 к.с.)   | з 1999       | Седан, Хетчбек, SW     |
| 1.4 16V                                                               | ET3J4 (KFU)   | 1360 см³ | 65 кВт (88 к.с.)   | 2003–2006    | Хетчбек, SW            |
| 1.6                                                                   | TU5JP (NFZ)   | 1587 см³ | 65 кВт (89 к.с.)   | 1998–2001    | Хетчбек                |
| 1.6 16V                                                               | TU5JP4 (NFU)  | 1587 см³ | 80 кВт (109 к.с.)  | 2000–2007    | Седан, Хетчбек, SW, CC |
| 2.0 16V S16/GT                                                        | EW10JA (RFR)  | 1997 см³ | 99 кВт (135 к.с.)  | 1999–2000    | Хетчбек, SW            |
| 2.0 16V S16 (GTI)                                                     | EW10J4 (RFN)  | 1997 см³ | 100 кВт (136 к.с.) | 2000–2007    | Хетчбек, SW, CC        |
| 2.0 16V RC                                                            | EW10J4S (RFK) | 1997 см³ | 130 кВт (177 к.с.) | 2003–2006    | Хетчбек                |
| 2.0 16V RC WRC Edition [Архівовано 25 грудня 2014 у Wayback Machine.] | EW10J4S (RFK) | 1997 см³ | 130 кВт (177 к.с.) | 2000–2003    | Хетчбек                |

Дизельні
| Модель            | Двигун (Тип)     | Об'єм    | Потужність        | Роки випуску | Версії          |
| ----------------- | ---------------- | -------- | ----------------- | ------------ | --------------- |
| 1.4 HDi éco       | DV4TD (8HX/HZ)   | 1398 см³ | 50 кВт (68 к.с.)  | з 2001       | Хетчбек, SW     |
| 1.6 HDi 16V (FAP) | DV6TED4 (9HZ/HY) | 1560 см³ | 80 кВт (109 к.с.) | 2004–2007    | Хетчбек, SW, CC |
| 1.9 D             | DW8 (WJY/WJZ)    | 1868 см³ | 51 кВт (70 к.с.)  | 1998–2001    | Хетчбек         |
| 2.0 HDi           | DW10TD (RHY)     | 1997 см³ | 66 кВт (90 к.с.)  | 2000–2006    | Хетчбек, SW     |

## Зноски
1. ↑  Характеристики Peugeot 206 (Пежо) [Архівовано 8 листопада 2010 у Wayback Machine.] (рос.) 15.01.2011
2. ↑  Как мы тестировали Peugeot 206. automoto.ua. Архів оригіналу за 13 вересня 2016. Процитовано 6 вересня 2016.
3. ↑  Характеристики Peugeot 206 CC (Пежо) [Архівовано 13 серпня 2010 у Wayback Machine.] (рос.) 15.01.2011
4. ↑  Китайський Citroën C2 [Архівовано 30 вересня 2008 у Wayback Machine.] 13.08.2011 (кит.)